# Мария Кристина Орлеанская
Мария Кристина Орлеанская (29 октября 1852 — 28 апреля 1879) — третья дочь Антуана Орлеанского, герцога де Монпансье (сын короля Франции Луи-Филиппа I) и Луизы Фернанды Испанской (дочь короля Испании Фердинанда VII).

## Биография
Мария Кристина родилась и выросла в Севилье, где её родители были вынуждены жить, чтобы держаться подальше от дворцовых интриг при дворе королевы Испании Изабеллы II, сестры её матери. Она получила имя в честь бабушки по материнской линии, королевы Марии Кристины. Она была третьей дочерью девяти детей своих родителей, но лишь трое кроме Марии Кристины достигли взрослого возраста: Мария Изабелла, Мария де лас Мерседес и Антонио. Она была крещена под именем Мария Кристина Франциска де Паула Антониетта; имя «Франциска» она получила в честь одного из её крёстных отцов, дяди и дедушки Франсиско де Паула, герцога Кадисского.
В 1878 году её сестра Мерседес, которая была на восемь лет моложе Марии Кристины, вышла замуж за своего двоюродного брата, короля Испании Альфонсо XII. Союз, заключённый по любви, а не по политическим причинам, помог восстановить отношения между Изабеллой II и её сестрой, матерью Кристины. Счастье пары и всей семьи закончилось уже через несколько месяцев, когда королева Мерседес умерла от тифа. Смерть королевы повергла королевскую семью в глубокую скорбь; Альфонсо XII особенно сильно страдал, потому что стал вдовцом в 20 лет, не имея наследника. Он вскоре был вынужден искать вторую жену. В течение нескольких месяцев он ухаживал за Марией Кристиной, которая была готова заменить свою покойную сестру. Однако вскоре стало ясно, что она страдает от туберкулеза.
26-летняя Мария Кристина умерла 28 апреля 1879 года в родной Севилье. Она была похоронена в Пантеоне инфантов монастыря Эскориал. Её двоюродный брат, Альфонсо XII, женился 28 ноября того же года на австрийской герцогине Марии Кристине, от которой у него было трое детей: Мерседес (названная в честь сестры Марии Кристины и покойной королевы, Мерседес), Мария Тереза и Альфонсо, будущий король Испании.

## Титулы
- 29 октября 1852 — 28 апреля 1879: Её Королевское Высочество принцесса Мария Кристина Орлеанская, инфанта Испании